# Alcalá (Valle del Cauca)
Pour les articles homonymes, voir Alcalá.
Alcalá est une municipalité située dans le département de Valle del Cauca, en Colombie.

## Démographie
Selon les données récoltées par le DANE lors du recensement de la population colombienne en 2005, Alcalá compte une population de 12 716 habitants. En 2018, le DANE en recense 14 062.

## Liste des maires
- 2020 - 2023 : Gustavo Adolfo Hernández Cardona